# Polypodium dulce group
Polypodium dulce group là một loài thực vật có mạch trong họ Polypodiaceae. Loài này được miêu tả khoa học đầu tiên.